# María del Carmen Samayoa
María del Carmen Samayoa es una científica guatemalteca que por cincuenta años ha dedicado su carrera a la investigación aplicada en bioquímica y toxicología, con más de 89 publicaciones en revistas científicas internacionales.

## Trayectoria
Obtuvo el título de licenciada Química Bióloga en 1969 en la Universidad de San Carlos de Guatemala. Se dedicó a la investigación desde el inicio de su carrera en el Instituto Centroamericano de Investigación y Tecnología Industrial (ICAITI). Posteriormente,  en 1997 se convirtió en Profesional Analista II del  Laboratorio de Toxicología de la Facultad de Ciencias Químicas y Farmacia de la Universidad de San Carlos de Guatemala. En 2005 obtuvo el título de maestría en toxicología por la Universidad de Sevilla, España. Ha presidido la Academia de Ciencias Médicas, Físicas y Naturales de Guatemala (ACMFN) en varios periodos desde 2003 a 2010 y 2017-2019, forma parte de la Junta Directiva como vicesecretaria.